# Cadillac Model Thirty

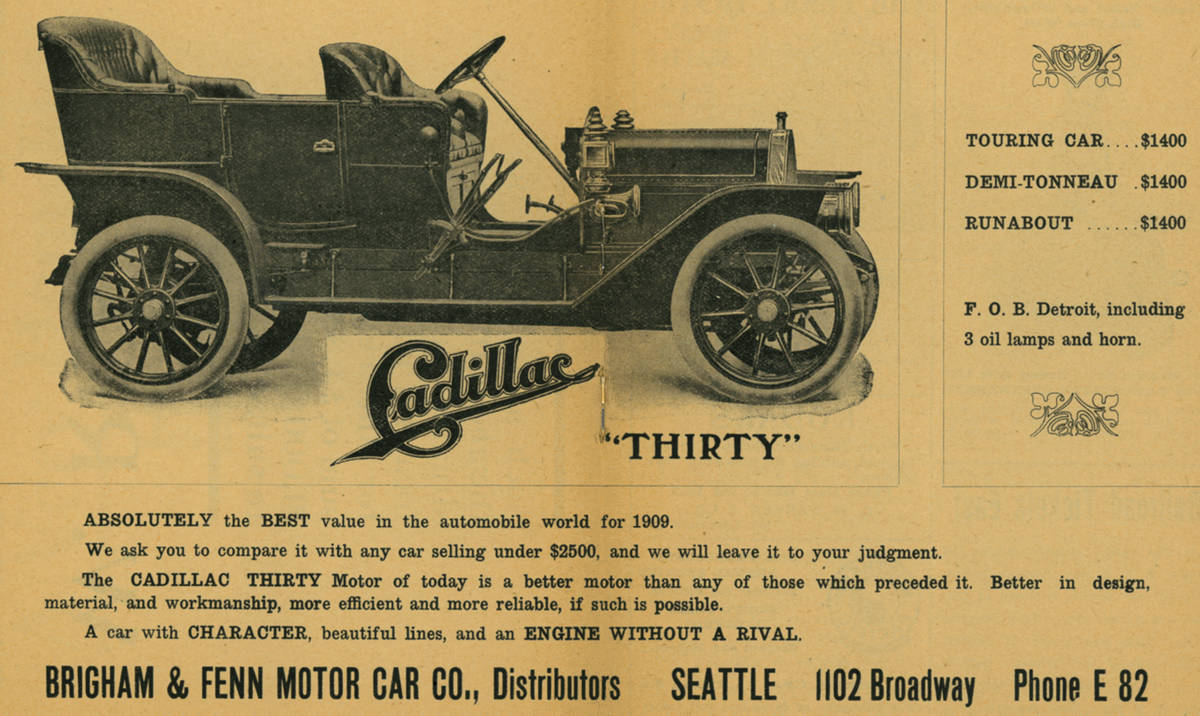
Cadillac Thirty

La Cadillac Model Thirty est une automobile introduite en décembre 1909 par Cadillac et vendue jusqu'en 1911. C'était le seul modèle de l'entreprise pour ces années et était basé sur la Model G de 1907. Les Model 1912 de 1912, Model 1913 de 1913 et Model 1914 de 1914 étaient similaires mais utilisaient des moteurs plus gros.
Le modèle Thirty représentait une rationalisation de la production qui a permis à Cadillac de produire une voiture de luxe bien construite à un prix très prix attractif - à partir de 1 400 $ en 1909, soit environ 39 000 $ aujourd'hui. Les premières Cadillac à quatre cylindres étaient prestigieuses et chères, mais produites en si petites quantités qu'elles ne justifiaient pas la précision de fabrication qui était la marque de fabrique de l'entreprise. En abandonnant à la fois les voitures plus grandes et plus petites et en ajoutant juste une touche de luxe au Model G, le Model Thirty a permis à l'entreprise d'élargir sa gamme.

## Moteur et carrosseries
Le modèle de 1910 était disponible avec une carrosserie fermée, la première fois qu'un constructeur automobile américain proposait ce type.
Le moteur était le même modèle à quatre cylindres en L de 226,2 pouces cubes (3,7 l) utilisé dans la Model G, et la transmission à engrenages coulissants simple de cette voiture a également été adoptée. Le moteur a été foré à 255,4 pouces cubes (4,2 l) pour 1910 et à 286,3 pouces cubes (4,7 l) pour 1911 et 1912. Le moteur a été retravaillé, avec une course plus longue, pour 1913, donnant 6,0 L de cylindrée. Ce même moteur a servi en 1914. Elle a été remplacée par la Cadillac Type 51.

## Auto-démarreur

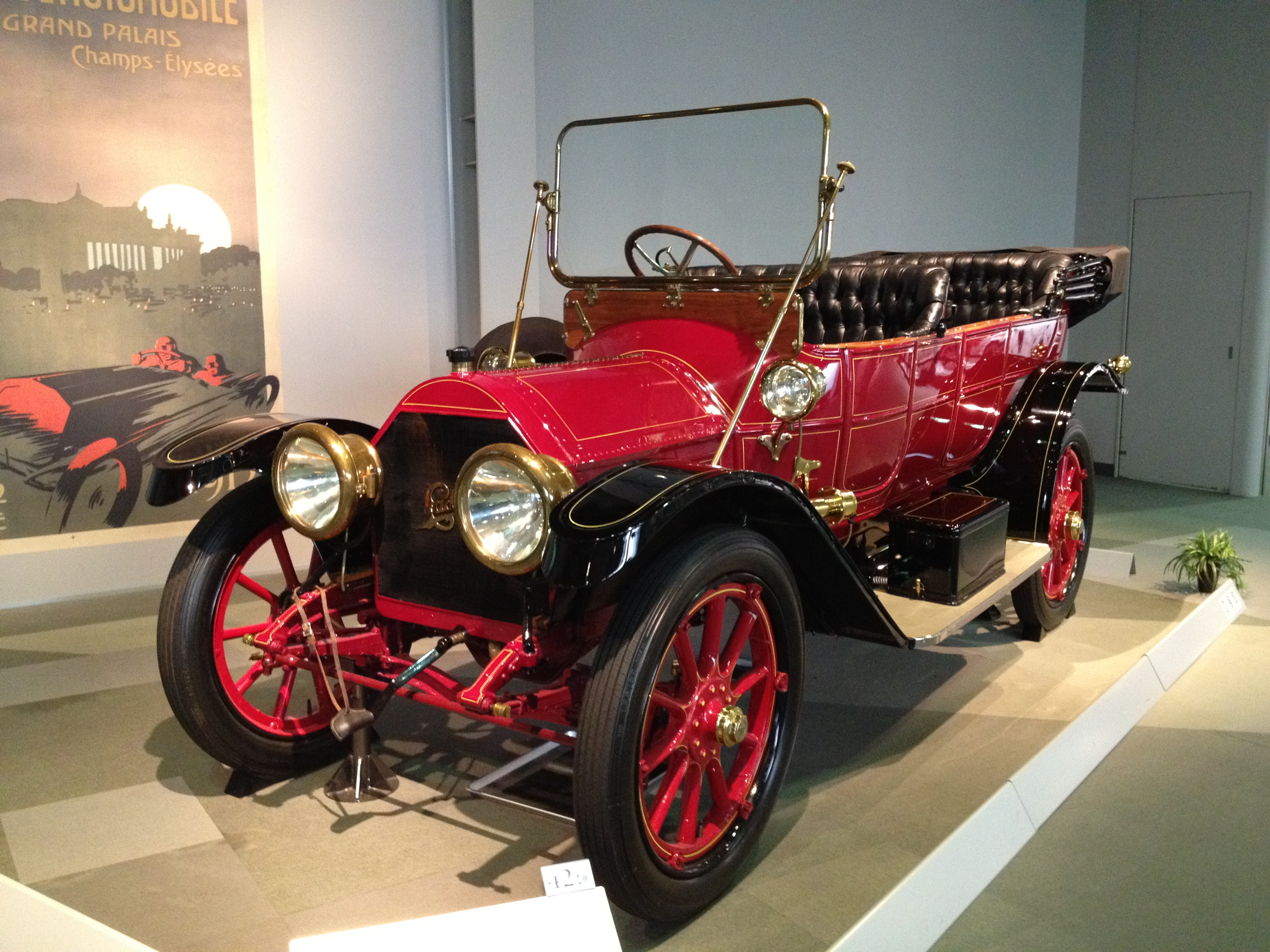
Cadillac Thirty

Le Royal Automobile Club a officiellement présenté le modèle de 1912 et a reçu le trophée Dewar pour son système électrique, y compris son démarreur électrique.

## Type 51 et moteur V8
Toute la gamme a été largement remaniée et dotée d'un moteur V8 pour 1915 (en vente à partir de septembre 1914) et renommée Type 51.